# Actaea rueppellii
Actaea rueppellii es una especie de crustáceo decápodo de la familia Xanthidae. Originalmente fue incluida en el género Cancer.

## Distribución
Esta especie habita en las aguas tropicales del Indo-Pacífico, hallándose desde Sudáfrica hasta Australia. La especie tipo fue encontrada en Natal, Sudáfrica.